# ホラツィウ・モルドヴァン
ホラツィウ・アレクサンドル・モルドヴァン（Horațiu Alexandru Moldovan、1998年1月20日 - ）は、ルーマニア・クルジュ＝ナポカ出身の同国代表サッカー選手。USサッスオーロ・カルチョ所属。ポジションはGK。

## クラブ経歴
クルジュ＝ナポカに生まれ、地元のプロクラブであるCFRクルジュの下部組織で育成された、2017-18シーズン開幕前にトップチームへと昇格するとともにFCヘルマンシュタットへレンタル移籍をしてプロキャリアをスタートさせた。
2020年8月10日、FC UTAアラドに移籍した。同年8月26日には、リーガ1のFCヴィトルル・コンスタンツァ戦にて移籍後初出場を飾るが、これはプロ3年目にして初となる1部の舞台でのプレーとなった。
2021年1月16日、1年半契約でリーガ2のFCラピド・ブカレストへ移籍した。ラピド・ブカレストでは加入後すぐにレギュラーとしてプレーし始め、2023年12月21日には、国内のスポーツ紙によって2023年のルーマニア年間最優秀サッカー選手賞の投票で4位に選出された。
2024年1月24日、2年半契約でアトレティコ・マドリードへ移籍することが決定した。

## 代表経歴
2022年11月17日、スロベニア代表との親善試合でルーマニア代表デビューを果たした。
UEFA EURO 2024予選では正GKを務めていたが、本大会では、クラブで出場機会を失い、試合勘が不足していることが考慮され、フローリン・ニツァにポジションを譲った。